# العر (الرجم)

تعديل مصدري - تعديل

العر هي إحدى قرى عزلة بني البدي بمديرية الرجم التابعة لمحافظة المحويت، بلغ تعداد سكانها 144 نسمة حسب تعداد اليمن لعام 2004.